# 1915 год
1915 (ты́сяча девятьсо́т пятна́дцатый) год  по григорианскому календарю — невисокосный год, начинающийся в пятницу. Это 1915 год нашей эры, 5‑й год 2‑го десятилетия XX века 2‑го тысячелетия, 6‑й год 1910‑х годов. Он закончился 110 лет назад.
| Пн | Вт | Ср | Чт | Пт | Сб | Вс |
|    |    |    |    | 1  | 2  | 3  |
| 4  | 5  | 6  | 7  | 8  | 9  | 10 |
| 11 | 12 | 13 | 14 | 15 | 16 | 17 |
| 18 | 19 | 20 | 21 | 22 | 23 | 24 |
| 25 | 26 | 27 | 28 | 29 | 30 | 31 |

| Пн | Вт | Ср | Чт | Пт | Сб | Вс |
| 1  | 2  | 3  | 4  | 5  | 6  | 7  |
| 8  | 9  | 10 | 11 | 12 | 13 | 14 |
| 15 | 16 | 17 | 18 | 19 | 20 | 21 |
| 22 | 23 | 24 | 25 | 26 | 27 | 28 |

| Пн | Вт | Ср | Чт | Пт | Сб | Вс |
| 1  | 2  | 3  | 4  | 5  | 6  | 7  |
| 8  | 9  | 10 | 11 | 12 | 13 | 14 |
| 15 | 16 | 17 | 18 | 19 | 20 | 21 |
| 22 | 23 | 24 | 25 | 26 | 27 | 28 |
| 29 | 30 | 31 |    |    |    |    |

| Пн | Вт | Ср | Чт | Пт | Сб | Вс |
|    |    |    | 1  | 2  | 3  | 4  |
| 5  | 6  | 7  | 8  | 9  | 10 | 11 |
| 12 | 13 | 14 | 15 | 16 | 17 | 18 |
| 19 | 20 | 21 | 22 | 23 | 24 | 25 |
| 26 | 27 | 28 | 29 | 30 |    |    |

| Пн | Вт | Ср | Чт | Пт | Сб | Вс |
|    |    |    |    |    | 1  | 2  |
| 3  | 4  | 5  | 6  | 7  | 8  | 9  |
| 10 | 11 | 12 | 13 | 14 | 15 | 16 |
| 17 | 18 | 19 | 20 | 21 | 22 | 23 |
| 24 | 25 | 26 | 27 | 28 | 29 | 30 |
| 31 |    |    |    |    |    |    |

| Пн | Вт | Ср | Чт | Пт | Сб | Вс |
|    | 1  | 2  | 3  | 4  | 5  | 6  |
| 7  | 8  | 9  | 10 | 11 | 12 | 13 |
| 14 | 15 | 16 | 17 | 18 | 19 | 20 |
| 21 | 22 | 23 | 24 | 25 | 26 | 27 |
| 28 | 29 | 30 |    |    |    |    |

| Пн | Вт | Ср | Чт | Пт | Сб | Вс |
|    |    |    | 1  | 2  | 3  | 4  |
| 5  | 6  | 7  | 8  | 9  | 10 | 11 |
| 12 | 13 | 14 | 15 | 16 | 17 | 18 |
| 19 | 20 | 21 | 22 | 23 | 24 | 25 |
| 26 | 27 | 28 | 29 | 30 | 31 |    |

| Пн | Вт | Ср | Чт | Пт | Сб | Вс |
|    |    |    |    |    |    | 1  |
| 2  | 3  | 4  | 5  | 6  | 7  | 8  |
| 9  | 10 | 11 | 12 | 13 | 14 | 15 |
| 16 | 17 | 18 | 19 | 20 | 21 | 22 |
| 23 | 24 | 25 | 26 | 27 | 28 | 29 |
| 30 | 31 |    |    |    |    |    |

| Пн | Вт | Ср | Чт | Пт | Сб | Вс |
|    |    | 1  | 2  | 3  | 4  | 5  |
| 6  | 7  | 8  | 9  | 10 | 11 | 12 |
| 13 | 14 | 15 | 16 | 17 | 18 | 19 |
| 20 | 21 | 22 | 23 | 24 | 25 | 26 |
| 27 | 28 | 29 | 30 |    |    |    |

| Пн | Вт | Ср | Чт | Пт | Сб | Вс |
|    |    |    |    | 1  | 2  | 3  |
| 4  | 5  | 6  | 7  | 8  | 9  | 10 |
| 11 | 12 | 13 | 14 | 15 | 16 | 17 |
| 18 | 19 | 20 | 21 | 22 | 23 | 24 |
| 25 | 26 | 27 | 28 | 29 | 30 | 31 |

| Пн | Вт | Ср | Чт | Пт | Сб | Вс |
| 1  | 2  | 3  | 4  | 5  | 6  | 7  |
| 8  | 9  | 10 | 11 | 12 | 13 | 14 |
| 15 | 16 | 17 | 18 | 19 | 20 | 21 |
| 22 | 23 | 24 | 25 | 26 | 27 | 28 |
| 29 | 30 |    |    |    |    |    |

| Пн | Вт | Ср | Чт | Пт | Сб | Вс |
|    |    | 1  | 2  | 3  | 4  | 5  |
| 6  | 7  | 8  | 9  | 10 | 11 | 12 |
| 13 | 14 | 15 | 16 | 17 | 18 | 19 |
| 20 | 21 | 22 | 23 | 24 | 25 | 26 |
| 27 | 28 | 29 | 30 | 31 |    |    |

В юлианском календаре — первый год нового, четвёртого в христианскую эру, великого индиктиона — 532-летнего цикла, после которого повторяются все даты юлианской Пасхалии (те же числа месяцев имеют одни и те же, что 532 года назад, названия дней недели и те же фазы Луны.

## События

### Январь
- 18 января — Великая Японская империя предъявила Китаю «Двадцать одно требование»[1].

### Февраль
- 7 февраля — Начало Августовской операции[2].
- 14 февраля — в Лондоне прошла 1-я Конференция социалистов стран Антанты[англ.], в которой приняли участие социал-демократы Великобритании, Франции, Бельгии и России (большевиков представлял Максим Максимович Литвинов)[3].

### Март
- 22 марта — после продолжительной осады крепость Перемышль была взята русской армией. В плен сдались более 100 тысяч австрийцев.

### Апрель
- 22 апреля — немецкое командование впервые в истории применило химическое оружие, выпустив ядовитый газ хлор на позиции британцев под Ипром.
- 24 апреля — начало геноцида армян в Османской империи.
- 25 апреля — высадка десанта британцев и их союзников на Галлипольский полуостров в ходе Дарданелльской операции.
- 26 апреля — страны Антанты и Италия подписали секретный Лондонский договор о разделе Албании[4].
- 29 апреля — Буровс, Арнолдс, советский и латышский сценарист и режиссёр-мультипликатор Рижской киностудии (умер в 2006 году).

### Май
- 7 мая — германская подводная лодка «U-20» атаковала британский пассажирский пароход «Лузитания»; погибли 1 198 человек.
- 9 мая — правительство Китая во главе с Юань Шикаем в основном приняло выдвинутое Японией «Двадцать одно требование»[1].
- 23 мая — Италия объявила войну Австро-Венгрии[5].
- 24 мая — в совместной Декларации стран-союзниц (Великобритания, Франция и Россия) массовые убийства армян впервые в истории были признаны преступлением против человечности[6].

### Июнь
- 7 июня — заключено трёхстороннее русско-китайско-монгольское Кяхтинское соглашение, гарантировавшее автономию Внешней Монголии от Китая. Китай лишился права вводить свои войска на территорию Монголии, колонизировать её земли и вмешиваться в её внутренние дела[7].

### Июль
- 9 июля — на Кавказе перешла в наступление ударная группа 3-й турецкой армии. Русские войска начали Алашкертскую оборонительную операцию[8].
- 21 июля — русские войска на Кавказе отошли к Алашкерту. На следующий день ударная группа генерал-лейтенанта Н. Н. Баратова из района Даяра нанесла удар во фланг и в тыл наступающих турецких войск, сорвав турецкое наступление[9].

### Август
- 6 августа — «Атака мертвецов» под крепостью Осовец.
- 12 августа — «исчезновение Норфолкского полка» — спорное событие, произошедшее в ходе атаки турецких позиций во время Дарданелльской операции.

### Сентябрь
- 5 сентября — Николай II принял на себя звание Верховного главнокомандующего.
- 5—8 сентября — в Циммервальде[англ.] состоялась первая международная конференция левых социалистических партий, стоящих на антивоенных позициях и выступающих против поддержки социалистами правительств своих стран, связанной с участием последних в Первой мировой войне.

### Октябрь
- 19 октября — начались волнения матросов на российском линкоре «Гангут». Подавлены через три дня[10].
- 27 октября — отставка премьер-министра Австралии лейбориста Эндрю Фишера. Его сменил новый лидер австралийской лейбористской партии Уильям Моррис Хьюз[11].

### Ноябрь
- 30 ноября — Италия присоединилась к Соглашению Союзников от 5 сентября 1914 года, обязуясь не заключать сепаратного мира с государствами Центрального блока в течение всей мировой войны и не выставлять условий мира без получения согласия от каждой из союзных держав. Поскольку 19 октября 1915 года данные обязательства были приняты ещё и японской стороной, присоединение Италии решено оформить путём заключения нового соглашения между правительствами пяти государств — «Декларации Франции, Великобритании, Италии, Японии и России о незаключении сепаратного мира в течение настоящей войны от 17/30 ноября 1915 г.»[12][13]

### Декабрь
- 12 декабря — президент Китая Юань Шикай издал указ о принятии им императорского титула[14].
- 25 декабря — в Китае генерал Цай Э и военный губернатор провинции Юньнань Тан Цзияо не признали президента Юань Шикая императором Китая и провозгласили независимость провинции (Юньнаньское восстание). Вскоре созданная ими Хугоцзюнь (Армия защиты отечества) начала поход на столицу[14].

## Родились
См. также: Категория:Родившиеся в 1915 году
- 6 июня — Александра Кацанова, советский художник, основатель «общества борьбы за трезвость» (ум. в 2001).
- 18 января — Сантьяго Каррильо, испанский политический деятель, генеральный секретарь Коммунистической партии Испании, теоретик еврокоммунизма (ум. в 2012).
- 9 февраля — Борис Фёдорович Андреев, советский актёр театра и кино, народный артист СССР (ум. в 1982).
- 10 февраля — Владимир Михайлович Зельдин, советский и российский актёр театра и кино, народный артист СССР (ум. в 2016).
- 27 февраля — Олави Вирта, финский певец, композитор и киноактёр (ум. в 1972).
- 6 марта — Борис Васильевич Изюмский, советский писатель (трилогия «Алые погоны», повести: «Призвание», «Ханский ярлык») (ум. в 1984)
- 8 марта — Тапио Раутаваара, финский певец, актёр и спортсмен (ум. в 1979).
- 9 марта — Джонни Джонсон, самый результативный английский лётчик-ас Второй мировой войны (ум. 2001).
- 11 марта — Джозеф Ликлайдер, американский учёный, работавший в сферах психоакустики и информационных технологий. Один из создателей сети ARPANET, прототипа Интернета (ум. 1990).
- 22 марта — Георгий Степанович Жжёнов, актёр театра и кино, Народный артист СССР (ум. в 2005).
- 26 марта — Йозеф Стехлик, чехословацкий лётчик-ас, участник Второй мировой войны. (ум. в 1991)
- 1 апреля — Георгий Алексеевич Калинкин, советский художник (ум. 1983).
- 4 апреля — Мадди Уотерс, чикагский блюзмен (ум. в 1983).
- 7 апреля — Генри Каттнер, американский писатель-фантаст, мастер юмористического рассказа (ум. в 1958).
- 21 апреля — Энтони Куинн, американский актёр (ум. 2001).
- 1 мая 
  - Антти Николаевич Тимонен, карельский финноязычный писатель (ум. в 1990).
  - Ханнс Мартин Шлейер, немецкий политик, глава концерна Daimler-Benz и президент Федерации немецкой промышленности (ум. в 1977).
- 6 мая — Орсон Уэллс, выдающийся американский актёр и режиссёр (ум. в 1985).
- 27 мая — Герман Воук, американский писатель (ум. 2019).
- 31 мая — Кармен Эррера, кубинско-американская художница (ум. в 2022).
- 4 июня — Модибо Кейта, президент Мали в 1960—1968 годах (ум. 1977).
- 8 июня — Роберт Янг, американский писатель-фантаст (ум. в 1986).
- 10 июня — Сол Беллоу, американский писатель, лауреат Нобелевской премии по литературе 1976 г. (ум. в 2005).
- 12 июня — Дэвид Рокфеллер, американский бизнесмен и миллиардер (ум. 2017).
- 1 июля — Вилли Диксон, американский негритянский блюзмен (ум. 1992).
- 7 июля — Юл Бриннер, американский актёр театра и кино (ум. 1985).
- 10 июля — Анатолий Акимович Ненартович, советский живописец (ум. 1988).
- 26 августа — Борис Феоктистович Сафонов, лётчик, дважды Герой Советского Союза (ум. 1942).
- 28 августа - Конякин Александр Федорович, Герой Советского Союза
- 29 августа — Ингрид Бергман, шведская и американская актриса (ум. 1982)
- 22 сентября — Сергей Иванович Осипов, советский живописец (ум. 1985).
- 27 сентября — Глеб Александрович Савинов, советский живописец и педагог, заслуженный художник Российской Федерации (ум. 2000).
- 28 сентября — Георгий Александрович Товстоногов, советский театральный режиссёр (ум. в 1989).
- 17 октября — Артур Миллер, американский драматург (ум. в 2005).
- 13 ноября — Говард Кук, ямайский политик, генерал-губернатор Ямайки с 1991 год по 2006 год (ум. в 2014).
- 3 ноября — Ежевский Александр Александрович, советский государственный деятель, министр тракторного и сельскохозяйственного машиностроения СССР (ум. в 2017).
- 25 ноября — Армандо Вильянуэва, перуанский политик, премьер-министр Перу с 1988 по 1989 год (ум. в 2013).
- 28 ноября — Константин Михайлович Симонов, русский советский прозаик, поэт, драматург, журналист и киносценарист, общественный деятель, Герой Социалистического Труда (ум. 1979).
- 7 декабря
  - Ли Брэкетт, американская писательница-фантаст и сценаристка, жена Эдмонда Гамильтона (ум. в 1978).
  - Илай Уоллак, американский актёр (ум. в 2014).
- 12 декабря — Фрэнк Синатра, американский певец и шоумен (ум. в 1998).
- 13 декабря — Курд Юргенс, немецкий актёр (ум. в 1982).
- 19 декабря — Эдит Пиаф, французская певица, шансонье (ум. в 1963).

## Скончались
См. также: Категория:Умершие в 1915 году
- 11 февраля — Ю́зеф Балзуке́вич, польский художник (род. 1867)
- 13 марта — Константин Васильевич Иванов, чувашский поэт, классик чувашской литературы (род. 1890).
- 13 марта — Сергей Юльевич Витте, граф, русский государственный деятель (род. в 1849).
- 20 марта — Никодим (Милаш), епископ Далматинско-Истринский (Сербская православная церковь), канонист и церковный историк (род. 1845).
- 2 июля — Хосе де ла Крус Порфирио Диас Мори, мексиканский политический и государственный деятель, генерал, президент Мексики в 1877—1880, 1884—1910 годах (род. 1830).
- 24 сентября — Пётр Николаевич Дурново, русский государственный и политический деятель, министр внутренних дел в 1905—1906 годах, автор знаменитой пророческой аналитической записки, поданной Николаю II в феврале 1914 года (род. 1845).
- 27 ноября — Сигизмунд Владиславович Заремба, композитор (род. 1861).

## Нобелевские премии
- Физика — Уильям Генри Брэгг и Уильям Лоренс Брэгг — «За заслуги в исследовании кристаллов с помощью рентгеновских лучей».
- Химия — Рихард Мартин Вильштеттер — «За исследования красящих веществ растительного мира, особенно хлорофилла».
- Медицина и физиология — Премия не присуждалась.
- Литература — Ромен Роллан — «За высокий идеализм литературных произведений, за сочувствие и любовь к истине».
- Премия мира — Премия не присуждалась.